# Моисеенко, Виктор Иванович
Виктор Иванович Моисеенко — советский хозяйственный, государственный и политический деятель.

## Биография
Родился в 1926 году в Полтавской области. Член КПСС.
С 1950 года — на хозяйственной, общественной и политической работе. В 1950—1986 гг. — помощник машиниста, машинист станции Челкар, начальник техбюро 4-го отделения Оренбургской железной дороги, главный инженер, директор МТС, директор совхоза, первый секретарь Ключевского райкома КПК, первый заместитель начальника Кокчетавского облсельхозуправления, начальник Рузаевского производственного управления, первый секретарь Щучинского райкома КПК, председатель Кокчетавского облисполкома.
Избирался депутатом Верховного Совета Казахской ССР 9-го, 10-го, 11-го созывов.
Умер в Москве в 1992 году.